# Coachella Valley
Coachella Valley je údolí na jihovýchodě Kalifornie. Nachází se mezi jezerem Salton Sea a pohořím San Bernardino Mountains.
Leží v krajích Imperial County, Riverside County a San Diego County.
Největšími a nejvíce známými městy v údolí jsou Palm Springs a Palm Desert.

## Geografie
Údolí Coachella Valley se rozkládá mezi San Jacinto Mountains na severozápadě, San Bernardino Mountains na severu, Little San Bernardino Mountains na severovýchodě a východě, Salton Sea na jihovýchodě a Santa Rosa Mountains na jihozápadě.